# Biston subflavus
Biston subflavus là một loài bướm đêm trong họ Geometridae.